# Vilius Tumalavicius
Vilius Tumalavicius (Vilnius, 16 marzo 1990) è un attore lituano.

## Biografia
Vilius Tumalavičius è nato a Vilnius, in Lituania, il 16 marzo 1990.
Nel 2011, ha partecipato alle audizioni per il film Educazione siberiana ed è stato scelto per il ruolo di Gagarin, uno dei protagonisti, a fianco a Arnas Fedaravicius, John Malkovich e Eleanor Tomlinson. Il film è uscito in Italia il 28 febbraio 2013 e ha riscosso un certo successo, venendo candidato a 11 premi David di Donatello.

## Filmografia
- Educazione siberiana, regia di Gabriele Salvatores (2013)
- Redirected, regia di Emilis Vėlyvis (2014)
- Love Song: The Triumph and Tragedy of Tchaikovsky (cortometraggio), regia di Ian Woodward (2014)
- Il ragazzo invisibile, regia di Gabriele Salvatores (2014) - post-produzione